# Ford Courier
El nombre de Ford Courier ha sido utilizado en una amplia variedad de automóviles Ford comenzando en 1952 en Estados Unidos.
El actual Ford Courier es un automóvil basado en el Ford Fiesta de hace varias generaciones, generando un segmento exclusivo de los países donde el costo de una pickup de grandes dimensiones es difícil de alcanzar y mucho menos comprar.
Su motor es de 1.6 L y en su país de origen (Brasil) funciona con gasolina, etanol o una mezcla de ambos. La capacidad de máxima de carga asciende a los 750 kg por lo que su enfoque es principalmente urbano y comercial, desde su introducción en 1998 ha cambiado poco, se considera uno de los Ford veteranos.

## Historia
- El Courier de la Ford fue la primera camioneta compacta de Estados Unidos. Fue ofrecido por Ford entre 1972 y 1982, y el modelo es considerado el precursor de la  Ranger. Fue basada en el Mazda Serie B
- Una camioneta Ford Courier basado en el Ford Fiesta fue lanzado en Europa en 1991. Fue remplazada en 2002 por la Ford Transit Connect que era un modelo un poco más grande que esta, por lo cual no era su sucesora directa. En 2014 vuelve el Courier para completar la gama Ford pero esta vez bajo el nombre Ford Tourneo Courier, disponible en versión turismo como en versión comercial.
- En 1998 es producido por Ford en Brasil y exportado a México. Se basa en el modelo 1998 del Ford Fiesta.
- En 2002 Ford en Brasil introduce la última generación, se esperaba su relevo para 2012.
- A partir de 2013, la planta de São Bernardo do Campo de Brasil, se ha suspendido el modelo de producción para el consumidor medio y los negocios, pero Ford no ha confirmado que el modelo fue tomado de la línea definitivamente.

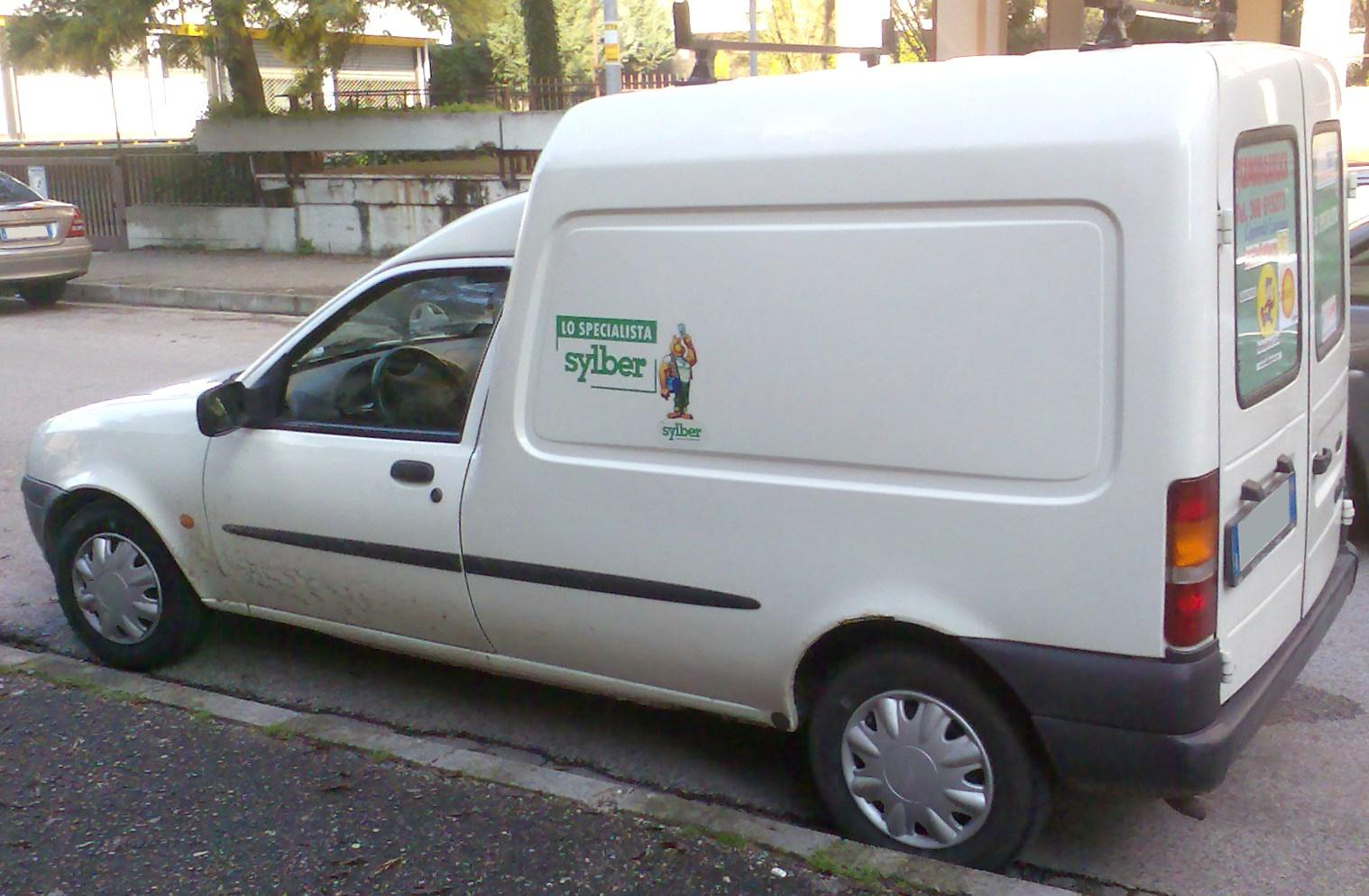
Ford Courier 2002

## Ford Tourneo Courier
Nuevo vehículo de la gama Ford basado en la plataforma del Ford Fiesta que ha hecho aparición en el mercado europeo en el año 2014, existiendo una versión industrial o profesional, y una versión como turismo, encuadrada dentro del segmento B.
- Vehículo industrial, Ford Transit Courier.
- Vehículo turismo, Ford Tourneo Courier.

Su planta de fabricación está situada en Turquía

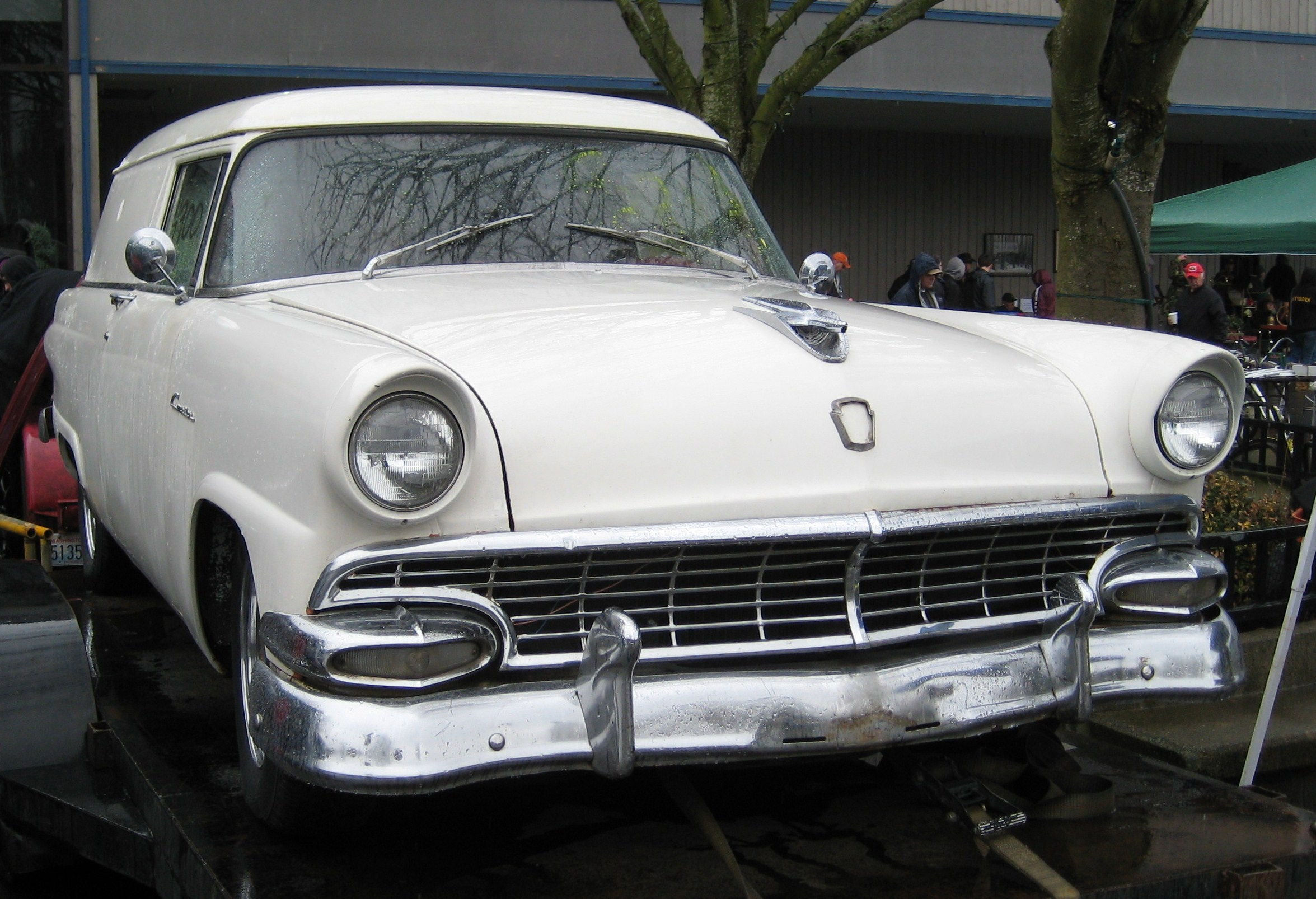
Furgoneta Ford Courier 1956
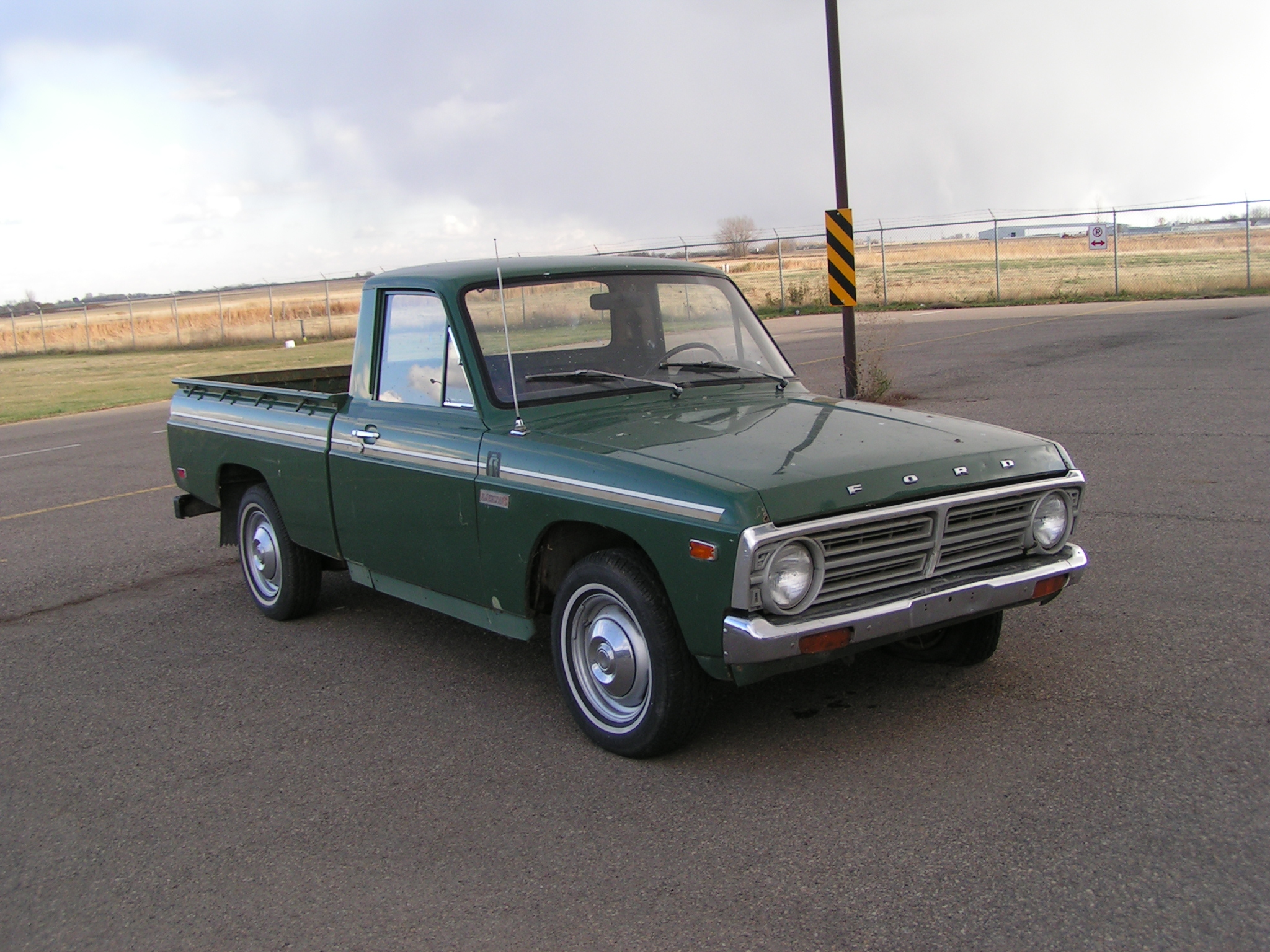
Ford Courier (1971–1976)
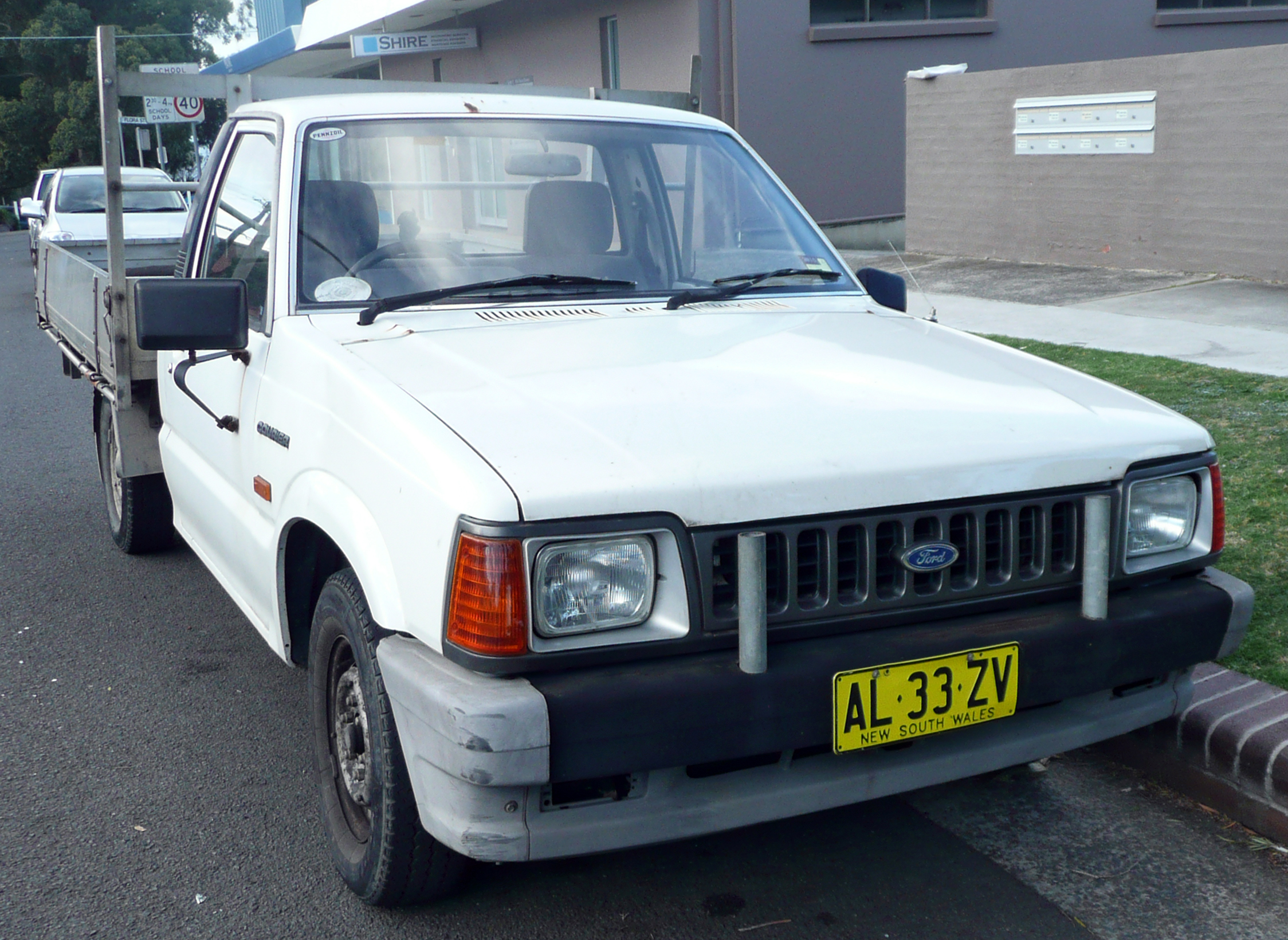
Ford Courier Australiano (1990–1996)
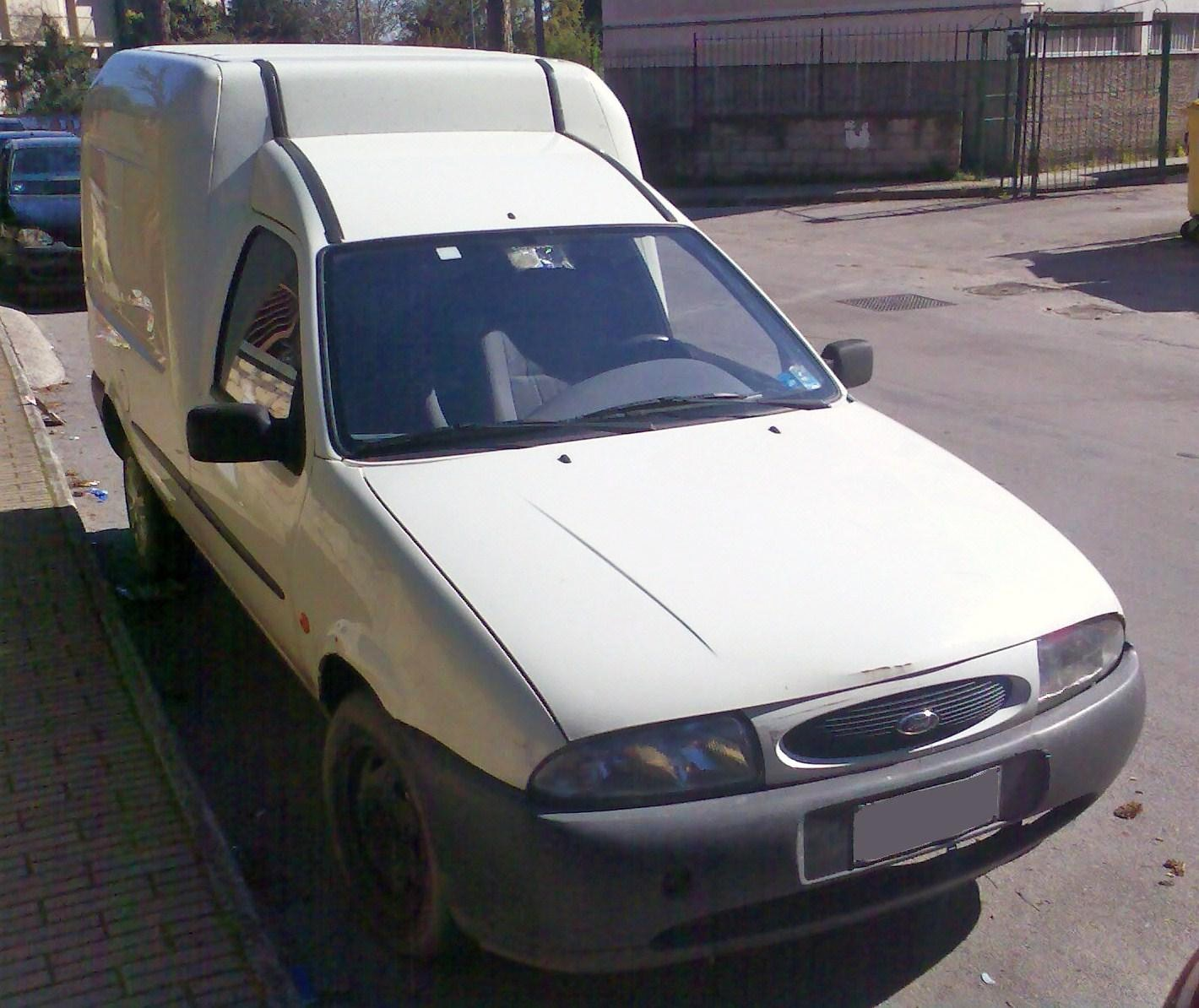
Ford Courier basado en el Fiesta (1995–1999).
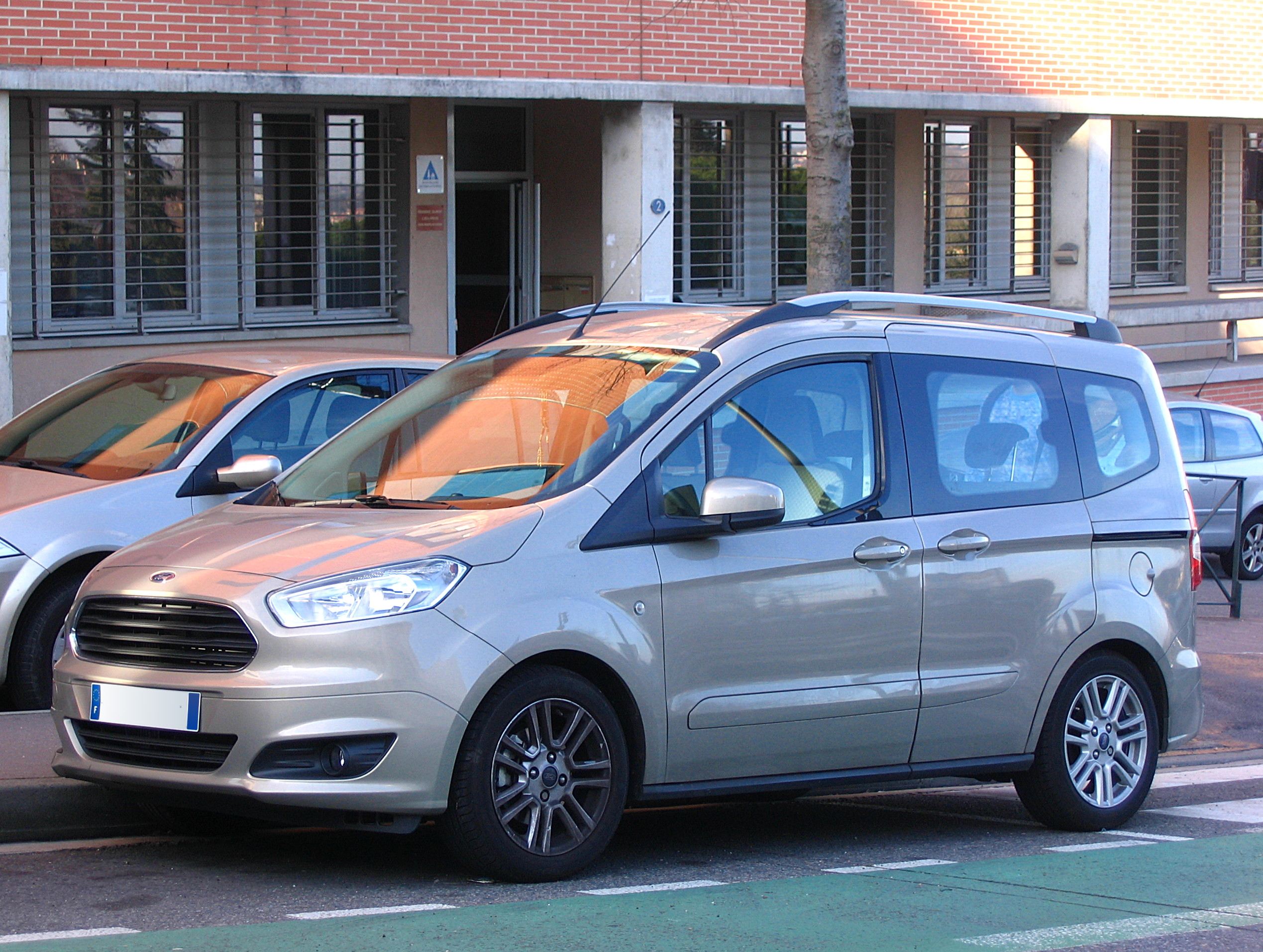
Ford Tourneo Courier (2014)